# Нестайко Денис Порфирович
о. Денис (Діонизій) Порфирович Нестайко (27 березня 1859, Скопівка, нині Коломийський район — квітень 1936, Бучач, нині Тернопільська область) — український греко-католицький священник, громадський діяч. Крилошанин. Дід відомого дитячого письменника Всеволода Нестайка. 

## Життєпис
Народився у с. Скопівка, нині Коломийського р-ну Івано-Франківської області, Україна (тоді  Королівство Галичини і Володимирії, Австрійська імперія) в сім'ї пароха Порфирія Нестайка (?—1858 р., у 1856–1857 роках сотрудника при деканальній церкві святого Миколая в м. Бучачі). Внук пароха Отинії о. Теодора Нестайка.
Після висвячення працював сотрудником (помічником, або другим священником) у селі Серафинці (поблизу Городенки). У 1885 році народилася донька Софія. Переведений завідателем до Чернелиці, потім стає парохом містечка. В Чернелиці народжуються сини Юліян та Зиновій. 1906 року переведений парохом до міста Бучача. Протягом багатьох років був парохом у Бучачі (1906–1936 роки) і бучацьким деканом, також у 1919–1920 — парохом церкви Святої Тройці в Пишківцях. Був одним із співробітників, щирих дорадників міського голови Бучача Климентія Рогозинського (поряд з нотарем Костянтином Телішевським та іншими).
Восени 1918 р. в будинку, де мешкав о. Денис Нестайко, відбувались наради керівників української громади Бучача, на яких вирішувались питання переходу влади у місті та повіті від австрійців до представників ЗУНР. Після окупації ЗУНР брав участь у відновленні діяльності українських громадських організацій Бучача. 24 серпня 1924 р. на установчих зборах «Повітового союзу кооператив» (ПСК) обраний головою Надзірної (спостережної) ради ПСК. Після заборони польським окупаційним урядом в 1924 р. діяльности філії організації «Пласт» надавав свій будинок для таємних занять членам організації.
Був головою Надзірної ради «Українбанку» (колишнього «Повітового товариства ощадностей і позичок „Праця”»), кооперативи «Поступ». Пізніше, через похилий вік, передав повноваження наступникам (зокрема, Головою Надзірної ради ПСК, «Українбанку» став отець Іван Галібей). 
Проживав в Бучачі за адресою тепер вул. Стуса, 25.
Помер у Бучачі, нині Тернопільська область, Україна (тоді ЗУНР—ЗОУНР, окупована поляками, за їх адмінподілом — Тернопільське воєводство). Похований разом з дружиною Анною біля церкви святого Архистратига Михайла (Бучач-Нагірянка) на Нагірянському цвинтарі. Могила збереглась.

## Галерея

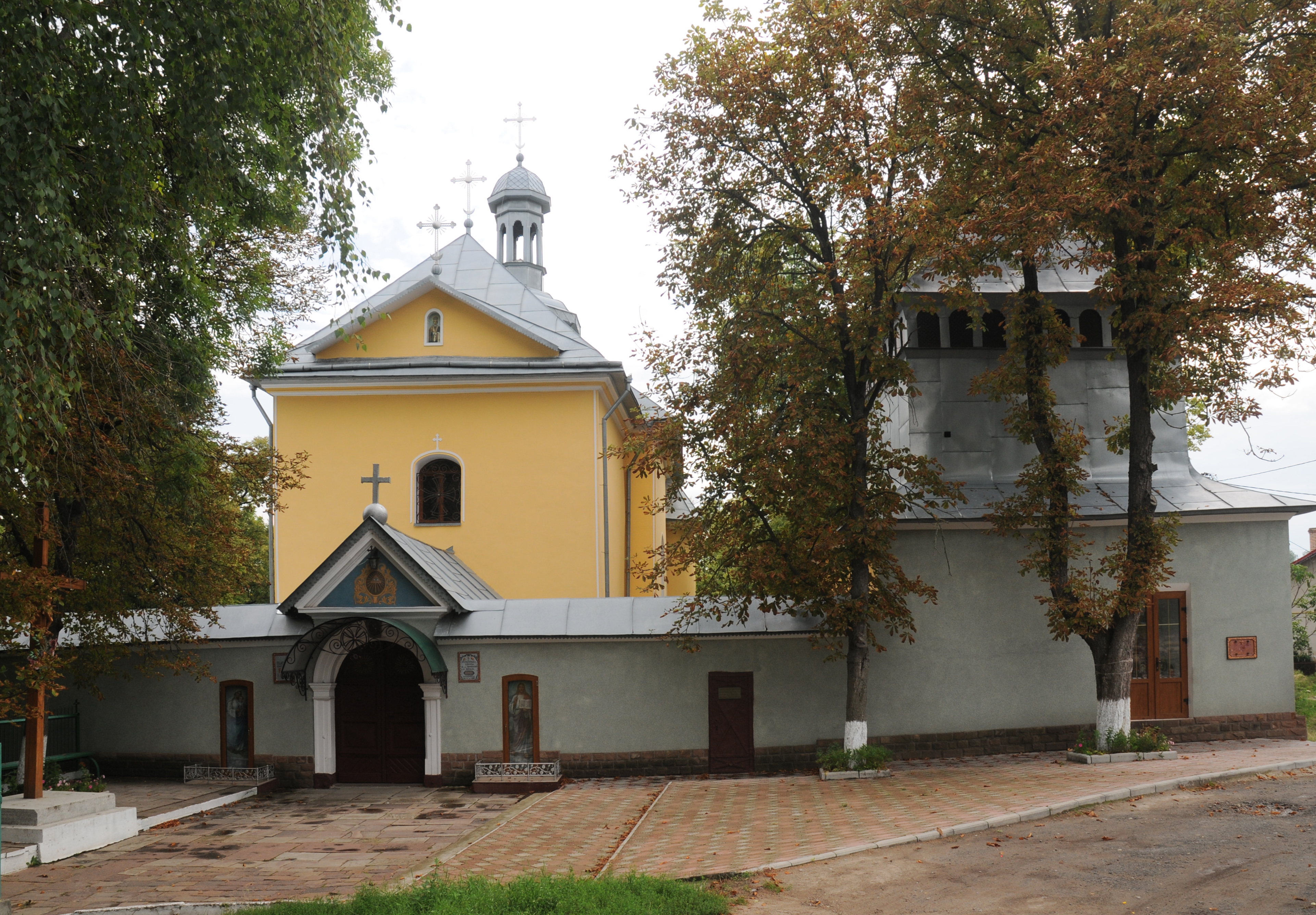
Церква святого Миколая, Бучач
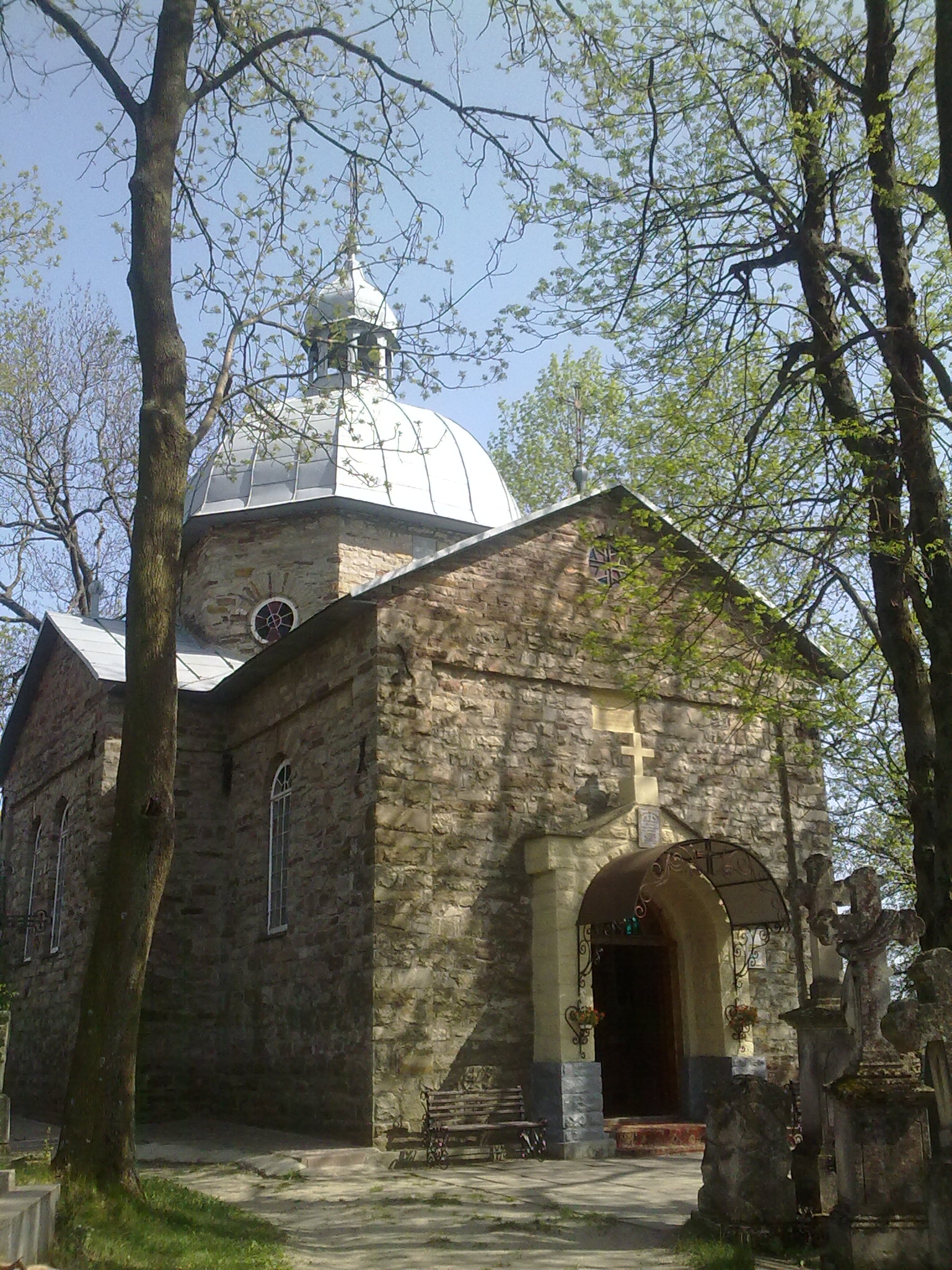
Церква Архангела Михаїла, Бучач-Нагірянка
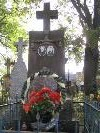
Надгробок о. Дениса Нестайка, дружини Анни
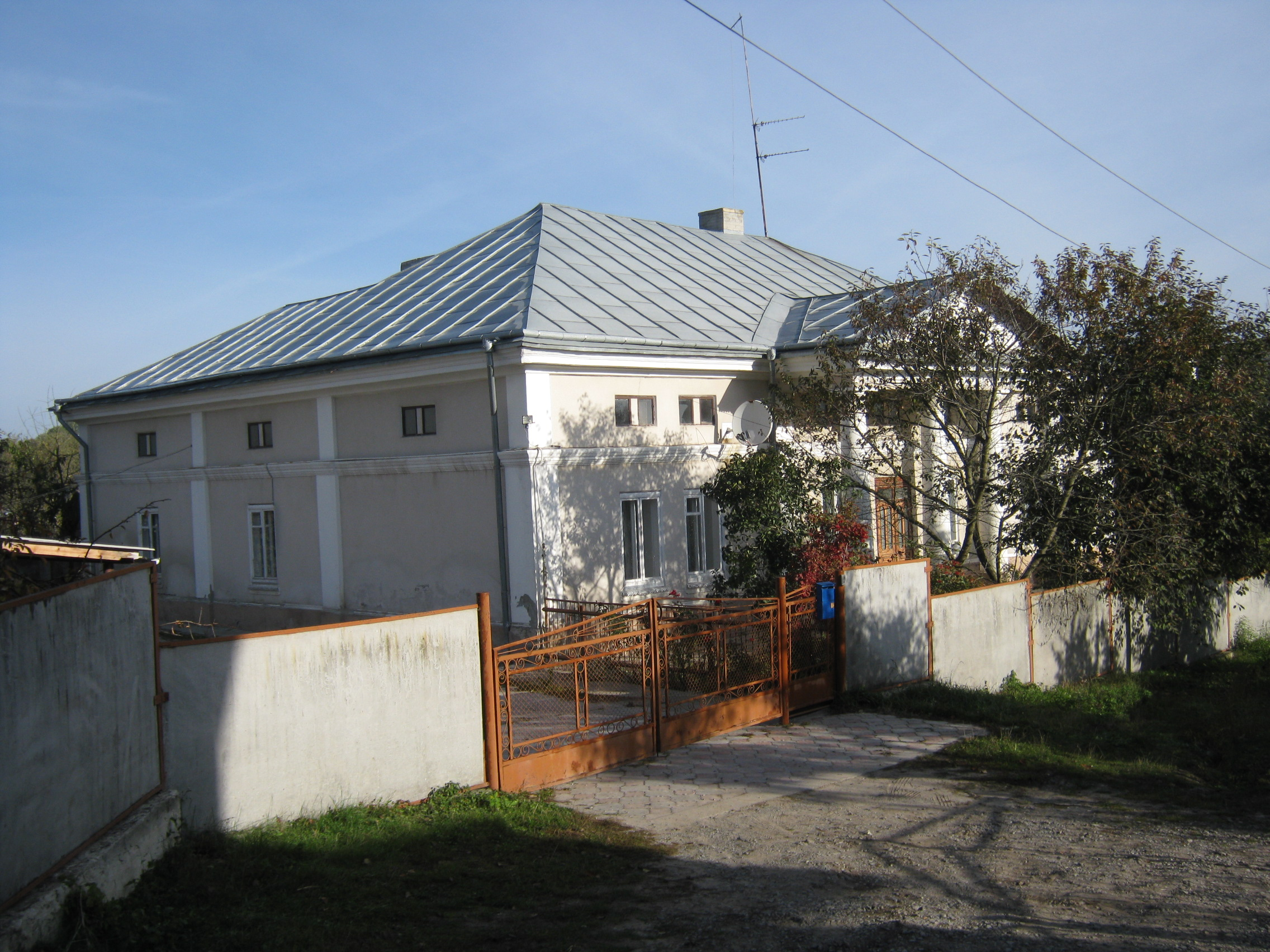
Будинок, в якому проживав о. Денис Нестайко із сім'єю